# Abbaye de Vorau
L’abbaye de Vorau est un couvent de chanoines réguliers du Latran de la congrégation d'Autriche situé sur le territoire de la commune de Vorau, dans le land de Styrie, en Autriche. Le monastère est fondé en 1163 par une donation du margrave Ottokar III de Styrie. Les premières constructions sont détruites par des incendies en 1237 et en 1384, puis l’abbaye est fortifiée dans la deuxième moitié du XVe siècle en raison de la menace croissante de l’Empire ottoman.
Après avoir décliné au cours du XVIe siècle du fait de la concurrence de la Réforme, l’abbaye retrouve de la vigueur au XVIIe siècle, ce qui incite à reconstruire l’église entre 1660 et 1662. Cette dynamique se confirme au XVIIIe siècle, pendant lequel l’abbaye atteint sa population maximum de quarante-six chanoines réguliers et voit la création d’une école.
La première moitié du XXe siècle est marquée par les difficultés. Pendant la crise économique des années 1920, l’abbaye échappe de peu à la banqueroute en vendant une partie de ses œuvres d’art. C’est toutefois surtout après l’Anschluss que surviennent les pires problèmes : les nazis exproprient l’abbaye et en chassent les chanoines pour y installer des classes d’endoctrinement, la bibliothèque, les œuvres d’art et les objets de valeur sont spoliés. Le 24 avril 1945, l’abbaye est bombardée par l’aviation soviétique ; l’incendie qui s’ensuit détruit une grande partie des bâtiments. La restauration qui débute après la guerre dure jusqu’à la fin des années 1960.